# Reinmar Fürst
Reinmar Fürst (* 18. November 1910 in Bad Königswart, Österreich-Ungarn; † 22. Juni 1991 in Wolfenbüttel) war ein deutscher Wirtschaftswissenschaftler.
Fürst wurde in Bad Königswart bei Marienbad geboren; er war der Sohn k.k. Notars und Rechtsanwalts Egon Fürst. Er studierte Wirtschaftswissenschaften (Dipl.-Kfm.) und wurde 1936 an der HfW Wien zum Dr. rer. comm. habilitiert. Er war seit 1943 in der Verpackungswirtschaft tätig. 1965 wurde er zum apl. Professor für Betriebswirtschaftslehre an die TH Hannover berufen.
1977 erhielt er den Ritterschlag zum Ritter vom Heiligen Grab zu Jerusalem.

## Schriften
- Bilanzierungsgrundsätze in der Praxis, Girardet Essen 1956
- Insolvenzen in betriebswirtschaftlicher Schau, Fachverlag für Wirtschafts- u. Steuerrecht Schäffer, 1962
- Verpackung gelobt, getadelt – unentbehrlich! Ein Jahrhundert Verpackungsindustrie, Econ-Verlag Düsseldorf 1973, ISBN 3-430-12997-4
- Die Verarbeitung von Kunststoffen in Gegenwart und Zukunft., Econ-Verlag Düsseldorf 1974
- Verpackung gehört zur Infrastruktur, Ewers 1976
- Elitenbildung und dritte industrielle Revolution, Naumann 1980
- Festschrift zum 80. Geburtstag von Wilhelm Hasenack, Verlag Neue Wirtschafts-Briefe 1981
- Pius XII. – Rückblick und Ausblick. Gedanken zur 25. Wiederkehr seines Todestages am 9. Oktober 1983, 1983, ISBN 3-88567-043-7
- Wolfenbüttel (Bürger einer fürstlichen Residenz, Fünfzig biographische Porträts), Grenzlandverlag Rock & Co 1983, zusammen mit Wolfgang Kelsch
- Wolfenbüttel. Ein Fürstenhaus und seine Residenz. Fünfundzwanzig biographische Porträts, Stadt Wolfenbüttel 1990, zusammen mit Wolfgang Kelsch